# گئورگی استانکوف
گئورگی استانکوف (انگلیسی: Georgi Stankov؛ زادهٔ ۱۰ اوت ۱۹۴۳) بوکسور اهل بلغارستان است.